# روزماري نيكسون
روزماري نيكسون (بالإنجليزية: Rosemary Nixon)‏ (1952)؛ روائية كندية.